# Augustinas Voldemaras

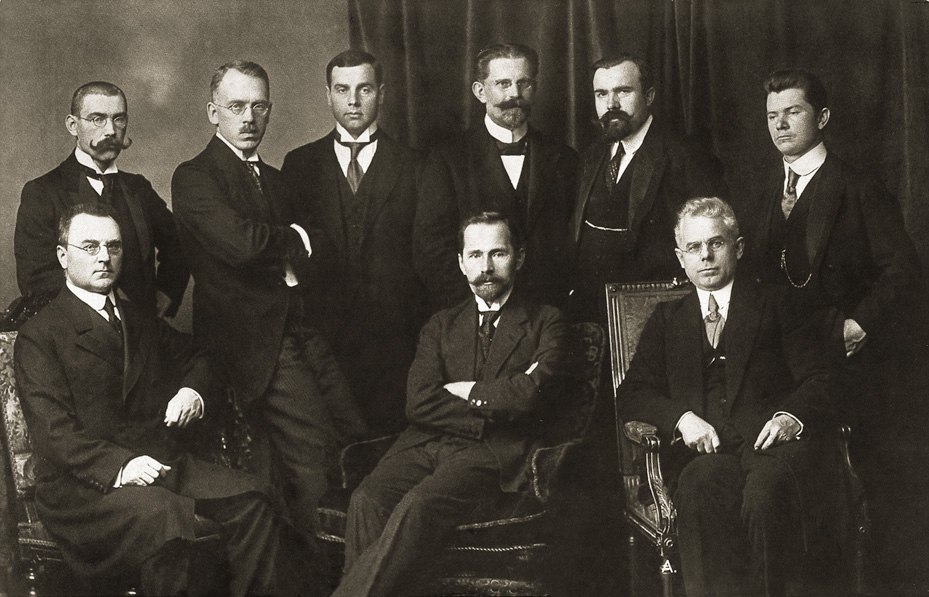
De Litouwse Raad (Taryba) in 1918. Geheel rechts staat Voldemaras

Augustinas Voldemaras (Dysna, 16 april 1883 - Moskou, 16 december 1942) was een Litouws staatsman. 
Voldemaras was aanvankelijk historicus. In november 1918 werd hij premier en minister van Buitenlandse Zaken van Litouwen. In die functie onderhandelde hij met de Russen over vrede en bewerkstelligde hij tussen 1920 en 1922 internationale erkenning voor Litouwen. 
In 1922 trok hij zich uit de actieve politiek terug. In de jaren twintig trad hij op als leider van de door het Italiaanse fascisme geïnspireerde "IJzeren Wolven."
In december 1926 steunde hij de coup van Antanas Smetona. Smetona werd president en benoemde Voldemaras tot premier en minister van Buitenlandse Zaken. Zowel Smetona als Voldemaras regeerden Litouwen vanaf dat ogenblik als dictators. Voldemaras liet de linkse partijen en katholieken vervolgen. Daarnaast was hij hevig anti-Pools.
In september 1929 kwam hij ten val. In 1931 pleegde hij een mislukte staatsgreep, maar hij werd niet verder vervolgd. In juni 1934 pleegde hij opnieuw een mislukte staatsgreep. Ditmaal werd hij tot twaalf jaar gevangenisstraf veroordeeld. In februari 1938 kreeg hij amnestie. Na de bezetting van Litouwen door de Sovjet-Unie in juni 1940 werd hij gearresteerd en gedeporteerd. Omstreeks 1942 werd er niets meer van hem vernomen. Pas veel later kwam men erachter dat hij in een Sovjetgevangenis was gestorven.